# Gabriel Wolf
Gabriel Wolf (született Farkas Gábor, Budapest, 1977. szeptember 2. –) magyar zenész, író és designer. Az Arte Tenebrarum nevű egykori kiadó volt főszerkesztője.

## Zenei pályafutása
Első zenei projektjét, az Infra Black nevű egyszemélyes EBM, industrial formációt 1993-ban hozta létre. Első albumát 1998-ban szerzői kiadásban jelentette meg Light from the Deep címmel. A következő években az Infra Black mellett Wolf elindította a gótikus, industrial The Flow, és a dark ambient vonalon mozgó Aconitum Vulparia projekteket, hogy más irányú zenei ötleteit is megvalósíthassa. Mindkét zenekarral 2-2 albumot adott ki 1999 és 2001 között. Fő tevékenysége azonban az Infra Black maradt, amely szerzői kiadású albumok sora után a 2002-ben már a francia Adipocere Records gondozásában megjelent Bloodchaos című dupla albummal lezárt egy korszakot. Ezután hosszabb szünet következett az Infra Black életében, amikor Wolf az ambient és industrial zenéktől a szimfonikus metal felé fordult.
Gabriel Wolf 2001-ben a finn Tomi Kalliolával megalapította a Finnugor nevű szimfonikus black metal együttest. A 2002-ben megjelent Black Flames című bemutatkozó albumon a Godslayer N. Vassago művésznéven szereplő finn zenész játszott gitáron, basszusgitáron, dobokon, míg Wolf billentyűzött és vokalizált, ahogy a későbbi lemezeken is. 2007-re Wolf egyedül maradt, a My Sick Files című ötödik Finnugor stúdióalbumot egymaga készítette el. Az eddigi utolsó Finnugor nagylemez, a Fame et Morte, 2008-ban jelent meg. Ez az anyag finn zenészek segítségével került rögzítésre.
A Finnugorral egy időben jött létre a Black Metalos ének technikákat neoklasszikus/szimfonikus Gothic zenei környezetbe helyező Ywolf projekt, melynek első három lemezét szintén az Adipocere jelentette meg. A bemutatkozó albumon Gabriel Wolf mellett Kiss Stephanie énekesnő szerepelt még, a 2003-as Night of the Werewolf illetve a 2004-es Dream Warrior lemezeken pedig a Sear Bliss zenekar frontembere, Nagy András. Az Ywolf eddigi utolsó albuma 2008-ban jelent meg.
Ezután Wolf visszatért az Infra Blackhez és a következő két évben számtalan industrial anyagot adott ki a Hellektro Holocaust Records égisze alatt. 2010 után évekig nem jelentkezett újabb művekkel, végül 2017-ben a Light of Love EP-vel adott életjelet, és saját neve alatt két szólóalbumot is kiadott ugyanabban az évben.

### Diszkográfia
Infra Black
- Beginning (early unreleased demos 1994-1998)
- Light from the Deep (1998)
- System (1999)
- Immortal Realm (1999)
- Tentacles of Armageddon (2000)
- Drenian Symphonies (2001 Cherubion Kft.)
- Bloodchaos (2002 Adipocere Records) double album
- FreakGod TerrorBitch (2009 DSBP Records)
- Soylentville EP (2009 Hellektro Holocaust Records)
- Dance with the Dead EP (2009 Hellektro Holocaust Records)
- Release the Dead (2009 Hellektro Holocaust Records)
- That's Blood, That's Death EP (2009 Hellektro Holocaust Records)
- Fuckocalypse (2010 Hellektro Holocaust Records)
- Through Your Teeth EP (2010 Hellektro Holocaust Records)
- Light of Love EP (2017 Who Knows Records)

The Flow
- 777 (1999)
- Malak (2000)

Aconitum Vulparia
- The Breathing Womb of Hell (2000)
- Gore Galaxy (2001)

Finnugor
- Black Flames (2002 Adipocere Records)
- Death Before Dawn (2003 Adipocere Records)
- Darkness Needs Us (2004 Karmageddon Media/Hammerheart Records)
- Voitettuani Kuoleman (2006 Finsterniis Records)
- Kihylvä – Documentary DVD (2006 Finsterniis Records)
- My Sick Files (2007 Finsterniis Records)
- Fame et Morte (2008 Finsterniis Records)

Ywolf
- Trilogy of the Night (2002 Adipocere Records)
- Night of the Werewolf (2003 Adipocere Records)
- Dream Warrior (2004 Adipocere Records)
- Dark Gothic Orchestral (2008 Finsterniis Records)

Gabriel Wolf
- Mirror World (2017)
- For Others (2017)

## Írói pályafutása
Íróként Gabriel Wolf művészetének fő témái a „tükör mögötti világ”, az időhurkok és a hit. Wolfnak íróként az a szokása, hogy valamilyen módon beleírja magát és feleségét minden írásába. Pozitív és negatív szereplőként egyaránt előfordulnak a történetekben. A Tükörvilágban játszódó történetek mindegyike összefügg valamennyire: majdnem mindegyik írásban említve van egy másik írás Wolftól.
Gabriel Wolf szereplőként megjelenik John Caldwell Vérkáosz című regényében "Gabri Elwolf" néven, aki egyben zenész és varázsló. A könyvet a szerző Wolfnak ajánlotta: „Ajánlom ezt a könyvet barátomnak, Farkas Gábornak...” John Caldwell egy másik regényét (Fekete Lángok) a Finnugor zenekar Black Flames című albumán hallható, "A Tükör Mögött" című dal alapján írta.

### Művei
- Álom Harcos (fantasy novella) (megjelent magyarul és angolul) ASIN: B073ZHV187
- Dimenziók Kulcsa (horror novella) (megjelent magyarul és angolul) ASIN: B0741271YF

"Hit" science fiction/horror sorozat
1. Soylentville (megjelent magyarul és angolul) ASIN: B075C9LBRY, B075FTH6MF
2. Isten-Klón (Vallás 2.0) [hamarosan megjelenik] ASIN: B074J7H3K8
3. Jézus Merénylet (A Hazugok Harca) [hamarosan megjelenik]

"Gépisten" science fiction sorozat
1. Egy robot naplója (megjelent magyarul és angolul) ASIN: B074YM5LFZ
2. Nulla ember naplója [hamarosan megjelenik]
3. Az Egy Isten naplója [hamarosan megjelenik]

"Gépisten" (humoros spin-off novellák)
1. Fajok 2177 (megjelent magyarul) ASIN: B074YY2W44
2. Riogató űri mesék gyermek foglyoknak [hamarosan megjelenik]
3. A pénzéhes pszichiáter-szerelők világa [hamarosan megjelenik]
4. Titkos tengeri lények naplója [hamarosan megjelenik]
5. A kapitány naplója [hamarosan megjelenik]

"Gabriel Wolf Egzegézise" I-III (sci-fi/filozófia trilógia)
1. 0-1-0 (A bináris Isten világa) [hamarosan megjelenik]
2. 0=0 (Nulla és a semmi, az Ősrobbanás előtt) [hamarosan megjelenik]
3. 1=van (Isten születése) [hamarosan megjelenik]

"A napisten háborúja" (monumentális fantasy/sci-fi sorozat)
1. Első rész (megjelent magyarul) ASIN: B0753CGRP3
2. Második rész [hamarosan megjelenik]
3. Harmadik rész [hamarosan megjelenik]
4. Negyedik rész [hamarosan megjelenik]

"Pszichopata apokalipszis" (posztapokaliptikus horror sorozat)
1. Táncolj a holtakkal (megjelent magyarul és angolul) ASIN: B0751GRHW9, B075B12CGX
2. Játék a holtakkal (megjelent magyarul) ASIN: B0754K3NK6
3. Élet a holtakkal (megjelent magyarul) ASIN: B0754C5WF4
4. Halál a Holtakkal (megjelent magyarul) ASIN: B075BGDL5Q

- Pszichokalipszis 1-4 (teljes regény) (megjelent magyarul) ASIN: B075DV8MMZ

"Valami betegesen más" (thriller paródia sorozat)
1. Az éjféli fojtogató (megjelent magyarul) ASIN: B0753DN377
2. A hegyi stoppos [hamarosan megjelenik]
3. A mesterlövész [hamarosan megjelenik]

"Kellünk a sötétségnek" (romantikus horror sorozat)
1. A legsötétebb szabadság ura (megjelent magyarul és angolul) ASIN: B074ZK7QZF, B075PFZ5SD
2. A hajléktalanok felemelkedése [hamarosan megjelenik]
3. Az elmúlás ősi fészke [hamarosan megjelenik]
4. Rothadás a csillagokon túlról [hamarosan megjelenik]

- Kellünk a sötétségnek 1-4 (teljes regény) [hamarosan megjelenik]

## Arte Tenebrarum
Az Arte Tenebrarum Wolf egykori könyvkiadója volt, mely 2018-tól 2022-ig működött, horror, sci-fi, fantasy és romantikus könyveket adtak ki. Kiadóvezetője Wolf első felesége volt, aki kiszállt a kiadó mögül, amikor a házasságuk véget ért. Ekkor Wolf második felesége, Marosi Katalin vette át a vezető szerepet. Egy interjúban Wolf azt állította, hogy nem kérnek pénzt a kiadásért, azonban a szerkesztetlen kéziratok szerkesztéséért díjat kért. Azt is állította, hogy pályázataikra az egész országból emberek ezrei pályáznak, 230 szerződött íróval rendelkeznek, valamint könyveiket hatvan nemzetközi áruházban értékesítik.
A kiadó könyveit sok negatív kritika érte, valamint akadtak szerzők és pályázók, akik a pályázatok elbírálását, lebonyolítását és költségeit kritizálták. A kiadó vezetősége ezekre a megjegyzéselre és kritikákra rendszerint fenyegetőzéssel reagált, általában hamis profilok mögül. Ugyanezen hamis profilok azt a célt is szolgálták, hogy a kiadó szerzőit és tevékenységét megvédjék és feljebb magasztalják. Egyik legismertebb kiatált profiljuk Dr. Szekszárdi Árpád néven futott, akit a Semmelweis Egyetem pszichiáter szakorvosának adtak ki, és arra használták, hogy ő nyerje meg az egyik novellapályázatuk első helyezettjének járó 20 ezer forintot.
Miután valaki összegyűjtötte a kiadó összes kamuprofilját és szembesítette Wolfot az összes álnéven írt emaillel és közösségi üzenettel, Wolf öngyilkossággal kezdett fenyegetőzni, amelyet részletesen és vulgáris hangnemben közölt.

### A per
Az Arte Tenebrarum beperelte egyik saját szerzőjét vélt rágalmazás miatt. Az első tárgyalásra március 2-án került sor. A tárgyalás félbe lett hagyva, és csak június 20-án folytatódott volna, azonban az eljárást megszüntették.

## További információ
- Finnugor (Myspace)
- Ywolf (Myspace)
- Infra Black (Myspace)
- Hellektro Holocaust Records (Myspace)
- Gabriel Wolf írói oldala (Amazon.com)
- Gabriel Wolf írói oldala (GoodReads)
- Gabriel Wolf írói oldala (Moly.hu)
- John Caldwell – Vérkáosz (Moly.hu)